# Deuteronomium
Deuteronomium is het vijfde en laatste boek van de Thora (Pentateuch) en het vijfde boek van de Hebreeuwse Bijbel.

## Naamgeving
De naam Deuteronomium is afkomstig van het Griekse δευτερονόμιον, deuteronomion, "tweede wet". Dit is de term die de Septuagint gebruikt in de vertaling van Deuteronomium 17:18, waarin staat dat de koning een eigen afschrift moest maken van de wet.
De Hebreeuwse naam van dit boek is דְּבָרִים, debārīm, "woorden", naar de eerste woorden in de Hebreeuwse tekst.

## Auteurschap en datering

### Traditie en orthodoxe opvatting
Volgens de joodse overlevering en christelijke traditie schreef Mozes de Thora en dus ook Deuteronomium. Orthodoxe joden en christenen geloven nog steeds dat Mozes de oorspronkelijke auteur van Deuteronomium was. Hun argumenten zijn:
1. In Deuteronomium wordt verteld dat Mozes de erin genoemde zaken op schrift stelde en deze in de Ark van het Verbond moesten worden bewaard;[1]
2. De frequente aanhaling van het boek in de latere canon bewijzen leeftijd en autoriteit;[2]
3. Het schrijverschap van Mozes wordt in het Nieuwe Testament geaccepteerd.[3]

### Latere opvattingen
Het laatste hoofdstuk beschrijft Mozes' dood. Vroege studenten van de Talmoed merkten al op dat Mozes dan niet de auteur kon zijn. Sommigen suggereerden dat Mozes profetisch zijn eigen dood beschreef, maar de overheersende mening werd dat Jozua (of iemand anders) dit korte gedeelte aan de tekst toevoegde.
Latere Bijbelexegeten, zoals Abraham Ibn Ezra (ca. 1093-1167) merkten ook verschillen op in stijl en taal, en in zijn inleiding op Deuteronomium maakte Don Jitschak Abarbanel (1437-1508) duidelijk dat het boek een andere schrijver had dan de vier andere boeken. Beiden waren voorlopers van de huidige tekstkritische benadering, zoals  de documentaire hypothese.

### Huidige consensus en opvattingen
In de huidige wetenschappelijke kijk op Deuteronomium, vrijwel altijd op basis van de documentaire hypothese, staat centraal dat er aanwijzingen zijn dat het boek het eindproduct is van redactie. De belangrijkste aanwijzing dat er eerder afzonderlijke werken waren die zijn bewerkt en samengevoegd, is de zogeheten "numerus-wisseling" (wisseling tussen enkelvoud en meervoud), zoals in Deuteronomium 12, dat eerst in meervoud is geschreven (12:1-12) en overgaat in enkelvoud (12:13 - 13:1). Hieraan ligt duidelijk ook een verschillende interpretatie ten grondslag. Daarmee is per definitie sprake van meerdere auteurs, vrijwel zeker in afzonderlijke tijdvakken.
Over het algemeen wordt aangenomen dat de (eind)redactie heeft plaatsgevonden of op zijn minst begon tijdens de reformatie onder koning Josia (640 - 609 v.Chr.). Gottfried Seitz plaatst een fase die hij "deuteronomistische revisie" noemt in de tijd van Josia; oudere voorlopers, die hij "deuteronomistische verzameling" noemt, plaatst hij in de tijd van Jesaja (750 - 700 v.Chr.).
Op een vergelijkbare manier gaat Martin Rose uit van een proces van vier fasen (tussen haakjes de toeschrijving van verzen uit de voorbeeldtekst Deuteronomium 12 hierboven):
1. Deuteronomistische laag uit de periode van Hizkia (12:13-19)
2. Deuteronomistische laag uit de periode van Josia (12:20-27)
3. Oudere deuteronomistische laag uit de periode van Babylonische ballingschap (12:8-12)
4. Jongere deuteronomistische laag uit de late periode van ballingschap of de vroege periode na de ballingschap (12:2-7 en 12:29-31)

Tegenover dit het gelaagde model, waarbij Deuteronomium zou zijn ontstaan tijdens een lange periode, staat het blokmodel dat is ontwikkeld door Norbert Lohfink en Georg Braulik. Volgens hen is er een oudste versie uit de tijd van de koning Hizkia, uitgebreid tot het federale document van koning Josia, dat deel zou uitmaken van een hypothetisch Jozua-verhaal over landverovering. Deze ontwikkeling vond hoofdzakelijk plaats (met verwijzing naar delen uit de raamhoofdstukken) in Deuteronomium 12-16 en 17. Pas in de tijd van de ballingschap werden de ambtswetten (16:18 - 18:22) toegevoegd, iets later dan het wetsmateriaal in 19-25. De problemen van deze opvatting liggen in de veronderstelling van pre-exilisch deuteronomisme, het creëren van ambtelijke wetten in een tijd dat Israël zijn politieke autonomie verloor en niets te zeggen had op dit gebied, de late goedkeuring van de wetten van 19-25, hoewel deze diepgeworteld zijn in de juridische traditie van het Oude Nabije Oosten, en het mogelijke bewijs van vroege kruisverwijzingen tussen secties die opeenvolgende groei in blokken uitsluiten.

## Inhoud
Aan het einde van Numeri staan de Israëlieten in het territorium van de Moabieten en op het punt om het Beloofde Land binnen te gaan. Het opschrift van Deuteronomium 1:1-5 kondigt een rede van Mozes aan, die hij op dit markante punt in de geschiedenis van de Israëlieten hield. Aan het einde van Deuteronomium wordt naar die dag en plaats Moab terugverwezen.
Deuteronomium is daarom de afscheidsrede van Mozes, die hij hield met zijn dood voor ogen. Dit past in de traditie van deuteronomistische geschiedenis. De afscheidsrede van Mozes valt op door de grote lengte. In feite valt de rede uiteen in vier redevoeringen, ieder voorafgegaan door een opschrift:
1. Deuteronomium 1-4 (opschrift: 1:1-5)
2. Deuteronomium 5-28 (opschrift 4:44)
3. Deuteronomium 29-32 (opschrift 28:69)
4. Deuteronomium 33 (opschrift 33:1)

Rond de opschriften worden ook handelingen van Mozes beschreven, vooral in Deuteronomium 31. 

### Eerste redevoering (hoofdstuk 1-4)
De redevoering begint met JHWHs bevel van de Horeb (de deuteronomistische benaming van de Sinaï) op te breken om het Beloofde Land in bezit te nemen. De verovering mislukte omdat het volk weerspannig was en leidde tot een ernstige nederlaag. Als straf mocht deze ongehoorzame generatie, net als hun leider Mozes, het Beloofde Land niet innemen. Pas de volgende generatie versloeg legendarische figuren als Sichon en Og, vermeed schermutselingen met de Edomieten, Moabieten en Ammonieten en veroverde het gebied ten oosten van de Jordaan.
In het verhaal staat Mozes aan de grens met de Westelijke Jordaanoever, in de vallei tegenover Bet-Peor. In Deuteronomium 4 en 5 verrast het verslag, want de gebeurtenissen rond de Horeb die volgen, gingen chronologisch vooraf aan de gebeurtenissen in Deuteronomium 1-3.
De sectie in 4:1-14 stelt met de terugblik (4:3) bij de vrees voor God (4:10) en het verbond het eerste gebod centraal. De blijvende indruk van de ontmoeting met God is het woord, niet de figuur (4:12). De volgende passage in 4:15-28 grijpt terug naar de gebeurtenissen op de Horeb, vooral naar de onzichtbare vorm van God. Waar deze gedachte in 4:12 het contrast tussen de vorm en het woord van God diende, beklemtoont het hier het verbod op het maken van een beeld van God. In 4:29-40 komen de gebeurtenissen op de Horeb opnieuw in beeld, maar met een nieuw facet: de ontmoeting van God op deze berg bewijst het unieke karakter van God (4:35).

### Tweede redevoering (hoofdstuk 5-28)
De tweede toespraak vormt de hoofdmoot van het boek. De hoofdstukken 5-11 vormen een inleiding. Hierin worden de tien geboden herhaald, die God op de berg Sinaï gegeven heeft. In de hoofdstukken 12-28 volgt de wetsherhaling met instellingen die de Israëlieten in acht moeten nemen wanneer ze zich in het land Kanaän vestigen.
Deze tweede toespraak kan als volgt worden onderverdeeld:
- de hoofdstukken 5-11 vormen een uiteenzetting van de tien geboden, waarop de theocratie gebaseerd was;
- de hoofdstukken 12-28 bevatten bepalingen voor aanbidding, reinheid, belastingen, de drie jaarlijkse feesten, de handhaving van het recht, van koningen, priesters en profeten, oorlog, en het persoonlijke en sociale leven van de mensen. Deze bepalingen zijn eerder sociaal dan religieus.

### Derde redevoering (hoofdstuk 29-32)
De derde redevoering bestaat voor een groot deel uit een beschrijving van de straffen die op het verlaten van de wet stonden, en van de zegeningen die het gevolg zijn van gehoorzaamheid. Mozes roept hen op gelovig het verbond dat God met hen gesloten had trouw te blijven. Het besluit met een lied dat God Mozes opgedragen had te schrijven (32:1-47) en het verhaal van zijn sterven (32:48-52).

### Vierde redevoering (hoofdstuk 33)
De vierde redevoering bevat de zegeningen die Mozes uitsprak over elke stam.

### Overige delen van Deuteronomium
In Deuteronomium 31 stelt Mozes Jozua aan als zijn opvolger om het volk het land Kanaän binnen te leiden. Hoofdstuk 34 beschrijft Mozes' dood en begrafenis. In de synagoge worden deze laatste verzen gelezen op Simchat Thora.

## Thema
Deuteronomium beschrijft de maatstaf die op de Israëlieten wordt toegepast in Jozua tot en met 2 Koningen. De veelvuldig gebruikte strofe עשׂה הרע בעיני יהוה, "doen wat slecht is in de ogen van JHWH", is ontleend aan Deuteronomium 17:2 en betreft het overtreden van het eerste gebod. De straf ervoor is ballingschap. In de kleine en grote profeten wordt regelmatig teruggegrepen op dit thema van Deuteronomium, vooral in Jeremia.
De kwestie van culturele centralisatie was voorwaarde voor de unieke positie van Jeruzalem, hoewel de stad in Deuteronomium niet eens met name wordt genoemd. Voor slachtoffers was de vreugde van de deelnemers van het grootste belang. Specifiek priesterlijke expertise deelt Deuteronomium niet en het richt zich tot de "leken"-gemeenschap.